# Fundación para las Relaciones Internacionales y el Diálogo Exterior
La Fundación para las Relaciones Internacionales y el Diálogo Exterior (FRIDE) fue un think tank paneuropeo radicado en Madrid. Fue creada en 1999 como una organización privada, independiente y sin ánimo de lucro. Sus principales líneas de investigación se aglutinan en torno a los siguientes bloques temáticos: democratización; paz, seguridad y derechos humanos; acción humanitaria y desarrollo. Desde 2009, se denomina "European think tank for global action".
Periódicamente suelen publicar informes, documentos de trabajo y comentarios sobre temas relacionados con sus áreas de investigación. Como parte de sus funciones, además,  a lo largo del año suele celebrar encuentros, conferencias y seminarios sobre temas internacionales, con especial atención al contexto europeo.
El fundador y presidente de FRIDE es Diego Hidalgo Schnur, consejero del Grupo Prisa. Su director general es Richard Youngs, experto en política exterior europea, de origen británico. Hasta septiembre de 2009 el director general fue el diplomático sueco Pierre Schori. Desde principios de noviembre de 2009, Pedro Solbes, exvicepresidente ministro de Economía y Hacienda español (2004-2009) y ex Comisario Europeo de Asuntos Económicos y Monetarios (1999-2004), pasó a formar parte de su consejo de dirección y, desde noviembre de 2011 es su presidente. 
Otras instituciones vinculadas a FRIDE son el Club de Madrid, el European Council on Foreign Relations (ECFR), la Fundación Dara, el Centro Internacional de Toledo para la Paz, la revista Foreign Policy (Edición Española), y el Proyecto de la Universidad de Oriente Medio (UME). 
FRIDE edita desde febrero de 2004 la versión española de la revista norteamericana Foreign Policy bajo el nombre de Foreign Policy en español.
Cerrado en 2015 por cuestiones económicas.